# Joan Harrison (simmare)
Joan Cynthia Harrison, född 29 november 1935 i East London, död 20 maj 2025, var en sydafrikansk simmare.
Harrison blev olympisk guldmedaljör på 100 meter ryggsim vid sommarspelen 1952 i Helsingfors.